# Brisbane Cricket Ground
Pour les articles homonymes, voir Gabba.
Le Brisbane Cricket Ground est un stade situé à Brisbane, en Australie. Il est surnommé The Gabba en raison de son implantation dans le quartier de Woolloongabba.
Il est ou a été utilisé pour l'athlétisme, le football australien, le baseball, le cricket, le rugby à XV, le rugby à XIII et le football. C'est le terrain de l'équipe de cricket du Queensland, les Queensland Bulls.
Il est utilisé pour les rencontres internationales de l'équipe d'Australie de cricket depuis 1931. Le premier test joué au Gabba débuta le 27 novembre 1931 et opposa l'Australie à l'équipe d'Afrique du Sud.
De nombreux test matchs de l'équipe d'Australie de rugby à XIII, les Kangaroos, s'y déroulèrent avant la construction du Lang Park, (devenu Suncorp Stadium).

## Évènements
- Coupe du monde de rugby à XIII 1957
- Coupe du monde de cricket de 1992
- Coupe du monde de cricket de 2015
- Jeux olympiques d'été de 2032